# Neagolius montanus
Neagolius montanus es una especie de escarabajo del género Neagolius, familia Scarabaeidae. Fue descrita científicamente por Erichson en 1848.
Se distribuye por Italia; se ha encontrado sobre las montañas a 1800 metros de altura. Mide 4,5-6 milímetros de longitud.